# Heahberht (Kent)

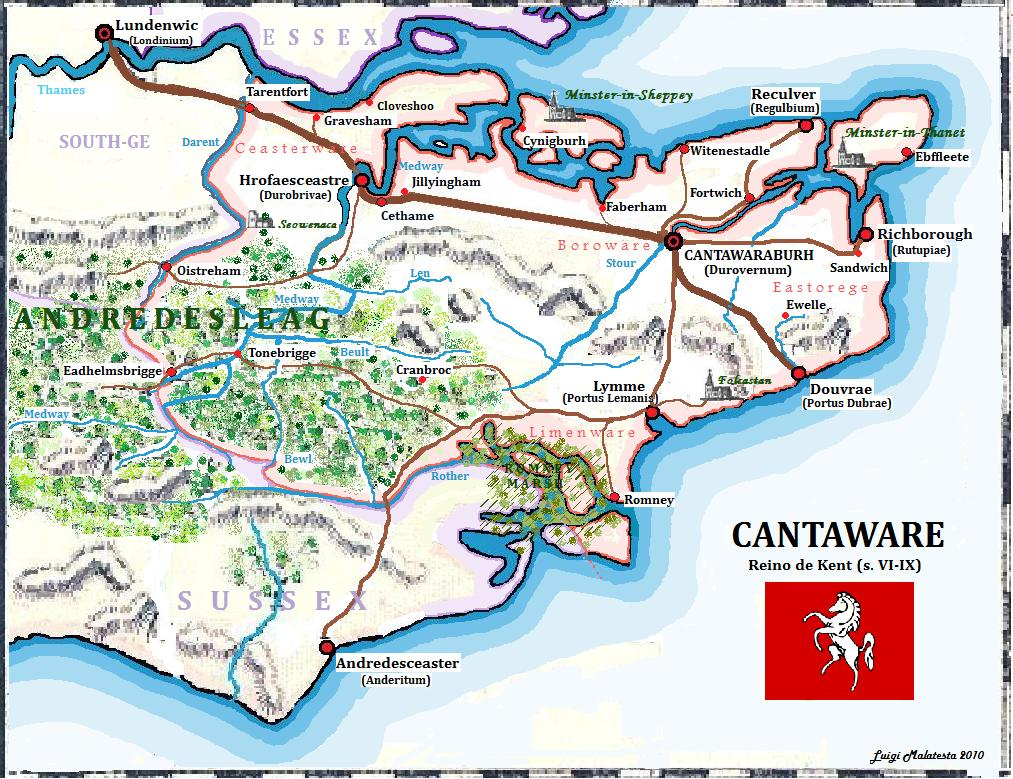
Kent in angelsächsischer Zeit

Heahberht (auch: Heaberht, Heaberhtus) war von 764/765 bis 785 ein König des angelsächsischen Königreiches Kent.

## Leben
Die Könige Sigered (Westkent) und Eanmund (Ostkent) verschwinden aus den Quellen als Offa (757–796), der König von Mercia, um das Jahr 764 die Oberherrschaft über Kent erlangte. Offa setzte Ecgberht II. (um 764–779/784) im westlichen und Heahberht im östlichen Kent als Vasallenkönige ein.
Diese Konstellation führte dazu, dass Heahberht der Landschenkung des kentischen Königs Ecgberht II. zustimmen musste. In einem Fall war noch die licentia (Erlaubnis) Offas als Repräsentant der Hegemonialmacht erforderlich. Auch in der dritten Charta erfüllte Heahberht nur die Rolle des Zustimmenden Vertragszeugen. Heahberht und sein Mitkönig Ecgberht II. wandten sich gegen die Vorherrschaft Mercias. Beide ließen in Canterbury neue Münzen nach dem Vorbild karolingischer Denare prägen. Neben der merkantilen Funktion waren die Münzen auch ein politisches Symbol gegen die mercische Hegemonie. Erzbischof Jænberht von Canterbury (765–792) scheint das Autonomiestreben der beiden kentischen Könige anerkannt zu haben. Heahberht weiteres Schicksal ist unbekannt. Ecgberht errang im Jahre 776 in der Schlacht von Otford einen Sieg über Offa und herrschte in den nächsten Jahren als unabhängiger König vermutlich über ganz Kent.